# Філіпп Розьє
Філіпп Розьє (фр. Philippe Rozier, нар. 5 лютого 1963) — французький вершник, олімпійський чемпіон 2016 року.

## Виступи на Олімпіадах
| Олімпіада           | Дисципліна            | Місце |
| ------------------- | --------------------- | ----- |
| Лос Анджелес 1984   | індивідуальний конкур | 20    |
| Лос Анджелес 1984   | командний конкур      | 6     |
| Сідней 2000         | індивідуальний конкур | 21    |
| Сідней 2000         | командний конкур      | 4     |
| Ріо-де-Жанейро 2016 | індивідуальний конкур | 23    |
| Ріо-де-Жанейро 2016 | командний конкур      | 1     |

## Зовнішні посилання
- Філіпп Розьє — олімпійська статистика на сайті Sports-Reference.com (англ.) (архівна версія)